# جون كوتينغام
جون كوتينغام (بالإنجليزية: John Cottingham)‏ هو فيلسوف بريطاني، ولد في 1943 في لندن في المملكة المتحدة.